# Canal Sud
Canal Sud est une radio associative non-commerciale, c'est-à-dire de catégorie A, diffusant ses programmes sur la région de Toulouse, en modulation de fréquence, 24h/24. Créée en 1976 sous la forme d'une radio pirate, elle se nommait alors « Radio Barbe Rouge ». Canal Sud participe souvent au festival de films Résistances.

## Historique
Malgré les saisies et autres descentes de polices la jeune radio continue à émettre régulièrement. Elle était alors à cette époque la première radio libre de France. Le 3 mai 1981, le local de Canal Sud, situé dans le centre-ville de Toulouse, est incendié volontairement. L'incendie est revendiqué par "La Mangouste", un groupe radical toulousain proche de l'extrême droite.
Le 21 juillet 1981, l'équipe de Barbe Rouge, décide de régulariser sa situation, grâce à la toute fraîche libération des ondes, et s'organise autour d'une association loi de 1901. Canal Sud est née. La cohérence de son projet est immédiatement garantie par l'application d'une charte : indépendance totale, pluralisme, laïcité, auto-organisation, démocratie directe, engagement contre l'exploitation et contre l'oppression raciste et sexiste. Ces principes, toujours en vigueur, ont permis à Canal Sud de développer une expérience médiatique originale[non neutre]. Tout d'abord ouverte par son fonctionnement, chaque membre disposant d'une totale liberté d'expression et gérant entièrement ses émissions tout en respectant la rigueur des informations fournies.
Canal Sud a émis sur les fréquences suivantes : 88.8, 92.6, et enfin (jusqu'à aujourd'hui) 92,2 MHz.
Une des émissions fut Trans-Murailles Express[source insuffisante], qui donnait la parole aux détenus de la prison St-Michel de Toulouse, et pour laquelle Canal Sud a été attaquée en justice.

## Événementiel
Canal Sud participe souvent au festival de films Résistances.